# Wolfgang Moser (Zauberkünstler)

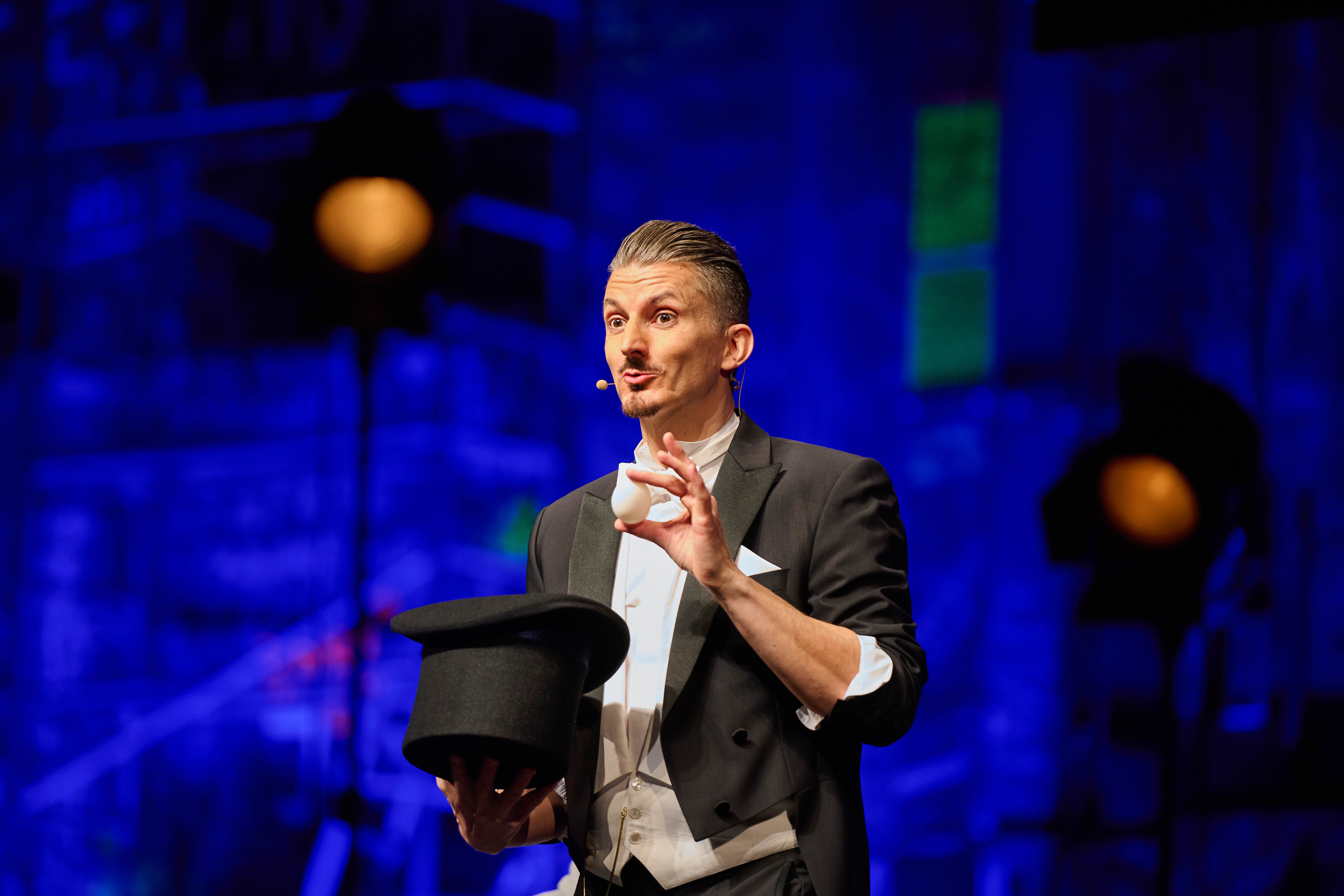
Wolfgang Moser (2022)

Wolfgang Moser (* 8. Oktober 1977 in Amstetten) ist ein österreichischer Zauberkünstler.

## Leben
Wolfgang Moser ist österreichischer Staatsmeister der Salon-Magie und österreichischer Meister, Grand-Prix-Sieger im Bereich der Kartenzauberkunst, sowie Vize-Weltmeister der Sparte „Parlour Magic“. Bekannt wurde er unter anderem durch die österreichische 8-teilige TV-Show Magic-Mushrooms (ORF 2008). Darauf folgten zahlreiche Auftritte in Fernsehshows wie etwa dem Showdown der Weltbesten Magier der Ehrlich Brothers (2015), bei der US-Fernsehshow Penn & Teller - FOOL US (2019), sowie bei der ARD-Silvestershow mit Jörg Pilawa (2021). Daneben tritt Wolfgang Moser mit mehreren abendfüllenden Zaubershows in Österreich und Deutschland auf. Seit 2023 ist Wolfgang Moser Präsident des „Magischen Cercle Wien“, des renommiertesten Zauberclubs in Wien.

## Der magische Teekessel
Dies ist die Bühnennummer mit der Wolfgang Moser Vize-Weltmeister wurde, und die er bereits bei zahlreichen TV-Auftritten gezeigt hat.
Dabei lässt er einen Teekessel vom Publikum untersuchen und füllt diesen mit Wasser, welches auch von einem Zuschauer getestet wird. Danach schenkt er verschiedenste Getränke wie Rotwein, Weißwein und Bier aus dem Teekessel aus. In weiterer Folge wird ein vom Publikum gewählter Cocktail und auch ein warmes Getränk ausgeschenkt. Eine Überraschung erwartet die Zuschauer auch noch am Ende dieses Bühnenacts.

## Solo-Programme
- 2014–2021 „Fingierte Wunder“
- Seit 2022 „MIRACULUM“

## Weitere Programme
- 2009–2010: „Magic Mushrooms - Die Show“ (mit „Magic Mushrooms“, Regie: Bernhard Murg)
- 20011–2012: „Täuschungsmanöver“ (mit „Magic Mushrooms“, Regie: Bernhard Murg)
- Seit 2013 „Magic Monday Linz“ gemeinsam mit Philipp Ganglberger
- Seit 2019 „Einmal und nie wieder“ mit Tricky Niki

## TV-Serien
- Magic Mushrooms (8-teilige Serie, ORF1)

## Auszeichnungen
- Vize-Weltmeister der Zauberkunst, Rimini 2015
- Österreichischer Staatsmeister der Magie Salonmagie
- Österreichischer Meister der Kartenmagie & Grand Prix Sieger
- Österreichischer Vizemeister in Close-Up Magie